# Lucieni
Lucieni es una comuna ubicada en el distrito de Dâmbovița, Rumania.

## Superficie
Posee una superficie de 44,38 kilómetros cuadrados.

## Demografía
Hasta 2021 la población era de 3138 habitantes, con una densidad de población de 70,71 habitantes por kilómetro cuadrado.